# Vatica sarawakensis
Espèce
Classification phylogénétique
Statut de conservation UICN

 VU  : Vulnérable
 Vatica sarawakensis est un petit arbre sempervirent endémique de Bornéo, appartenant à la famille des dipterocarpaceae.

## Répartition
Dispersé dans les forêts mixtes à dipterocarps, dans les collines avec sol argileux du Kalimantan, du Sabah et du Sarawak.

## Préservation
Espèce en danger critique d'extinction du fait de la déforestation.